# David Lefèvre
Pour les articles homonymes, voir David Lefèvre (tueur) et Lefèvre.
David Lefèvre, né le 29 avril 1972 à Maubeuge, est un coureur cycliste professionnel français des années 1990-2000. Il est le frère ainé de Laurent Lefèvre, ancien cycliste professionnel. Il est également le cousin d'Olivier Bonnaire ancien coureur cycliste et de Marion Rousse championne de France sur route en 2012.

## Palmarès sur route

### Palmarès amateur
- 1993
  - 5e étape du Tour de Liège
- 1994
  - Grand Prix de la ville de Pérenchies
- 1995
  - Souvenir Gianello-Vietto
  - Grand Prix de Saint-Souplet
- 1996
  - Paris-Laon
  - Grand Prix de Cannes
  - 3e étape du Tour du Japon
  - 2e du Tour du Japon
  - 3e des Quatre Jours de l'Aisne

### Palmarès professionnel
- 1997
  - 2e du Bol d'Air creusois
- 1999
  - Étoile de Bessèges :
    - Classement général
    - 1re étape

### Tour d'Italie
1 participation
- 1998 : 84e

## Palmarès en cyclo-cross
- 1992-1993
  -  Champion de France de cyclo-cross espoirs
- 1995-1996
  -  Médaillé d'argent du championnat du monde de cyclo-cross militaires